# Azrou
Azrou (amazic estàndard marroquí: ⴰⵣⵔⵓ, Azru; àrab: أزرو, Azrū) és un municipi de la província d'Ifrane, a la regió de Fes-Meknès, al Marroc. Segons el cens de 2014 tenia una població total de 54.350 persones. Es troba a 17 km d'Ifrane i 89 km al sud de Fes. La ciutat deu el seu nom a una gran roca al mig de la ciutat, que en tamazic es diu azru.

## Agermanaments
La ciutat ha signat protocols de cooperació i agermanament amb:
- Blois, des de 2011.[2]
- Melle, des de 1996.